# محله پروازی دره ماداوسکا
محله پروازی دره ماداوسکا (به انگلیسی: Madawaska Valley Airpark) یک فرودگاه خصوصی است که یک باند فرود چمن دارد و طول باند آن ۷۳۲ متر است. این فرودگاه در کشور کانادا قرار دارد و در ارتفاع ۳۰۵ متری از سطح دریا واقع شده است.